# 日本关东军司令部旧址
日本关东军司令部旧址，位于中国吉林省长春市人民大街47号（中共吉林省委），为一个省级文物保护单位，类型为近现代史迹及代表性建筑，公布时间为1983年11月24日。该文物保护单位由使用单位管理。
日本关东军司令部旧址的历史年代为1934年。